# Eurypterus
Genre
Eurypterus est un genre fossile d'Euryptérides, un groupe d'organismes communément appelés « scorpions de mer ». Le genre a vécu du Silurien au Carbonifère, il y a environ 432 à 418,1 Ma. Eurypterus est de loin l'Euryptéride le plus étudié et le plus connu. Les spécimens fossiles d’Eurypterus représentent probablement plus de 95% de tous les spécimens connus d'Euryptérides.
Le genre Eurypterus compte quinze espèces, dont la plus commune (et espèce type) est E. remipes, premier fossile d'Euryptérides découvert et fossile officiel de l'État de New York.
Les individus du genre Eurypterus faisaient en moyenne 13 à 23 cm de long, mais le plus grand individu découvert a été estimé à 60 cm de long. Ils possédaient tous des appendices spinifères (porteurs d'épines) et une grande pagaie qu'ils utilisaient pour nager. Il s'agissait d'espèces généralistes, à la fois prédatrices et charognardes.

## Découverte
Le premier fossile d’Eurypterus est découvert en 1818 par Samuel Latham Mitchill (1764-1831), un collectionneur de fossiles. Il est extrait de la formation Bertie de New York (près de Westmoreland, comté d'Oneida). Mitchill interprète les appendices présents sur la carapace comme des barbillons sortant de la bouche. En conséquence de quoi, il identifie le fossile comme un poisson-chat du genre Silurus,.
Ce n'est que sept ans plus tard, en 1825, que le zoologiste américain James Ellsworth De Kay (1792-1851) identifie correctement le fossile comme un arthropode. Il le nomme Eurypterus remipes et ce faisant crée le genre Eurypterus. Le nom signifie « grandes ailes » ou « grandes pagaies », du grec εὐρύς</link> (eurús 'large') et πτερόν</link> (pteron 'aile'), en référence aux palettes natatoires du spécimen.
Cependant, De Kay pense qu’Eurypterus est un Branchiopode (un groupe de Crustacés qui comprend les Anostraca et les Diplostraca). Peu de temps après, en 1835, Eurypterus lacustris est découverte à New York par le paléontologue Richard Harlan (1796-1843). Un autre spécimen est découvert en Estonie en 1858 par Joannes Nieszkowski (d) (1833-1866) qui le considère alors comme étant de la même espèce que le premier spécimen découvert, E. remipes. Il a depuis été attribué à une nouvelle espèce, E. tetragonophthalmus. Les spécimens d'Estonie sont souvent d'une qualité extraordinaire, car ils ont conservé la véritable cuticule de leur exosquelette. En 1898, le paléontologue suédois Gerhard Holm (d) (1853-1926) parvient à séparer ces fossiles de leur socle rocheux à l'aide d'acides. Holm peut alors examiner au microscope des fragments presque parfaitement conservés. Son étude remarquable a permis une percée majeure dans la connaissance de la morphologie des Euryptérides.
D'autres fossiles ont été découverts en grande quantité à New York au 19e siècle, et ailleurs dans l'Est de l'Eurasie et en Amérique du Nord. De nos jours, Eurypterus reste l'un des genres d'Euryptérides les plus communs et les mieux connus, représentant plus de 95% de tous les fossiles d'Euryptérides connus.
En 1984, E. remipes a été désigné fossile de l'État de New York par le gouverneur de l'époque, Mario Cuomo (1932–2015).

## Description

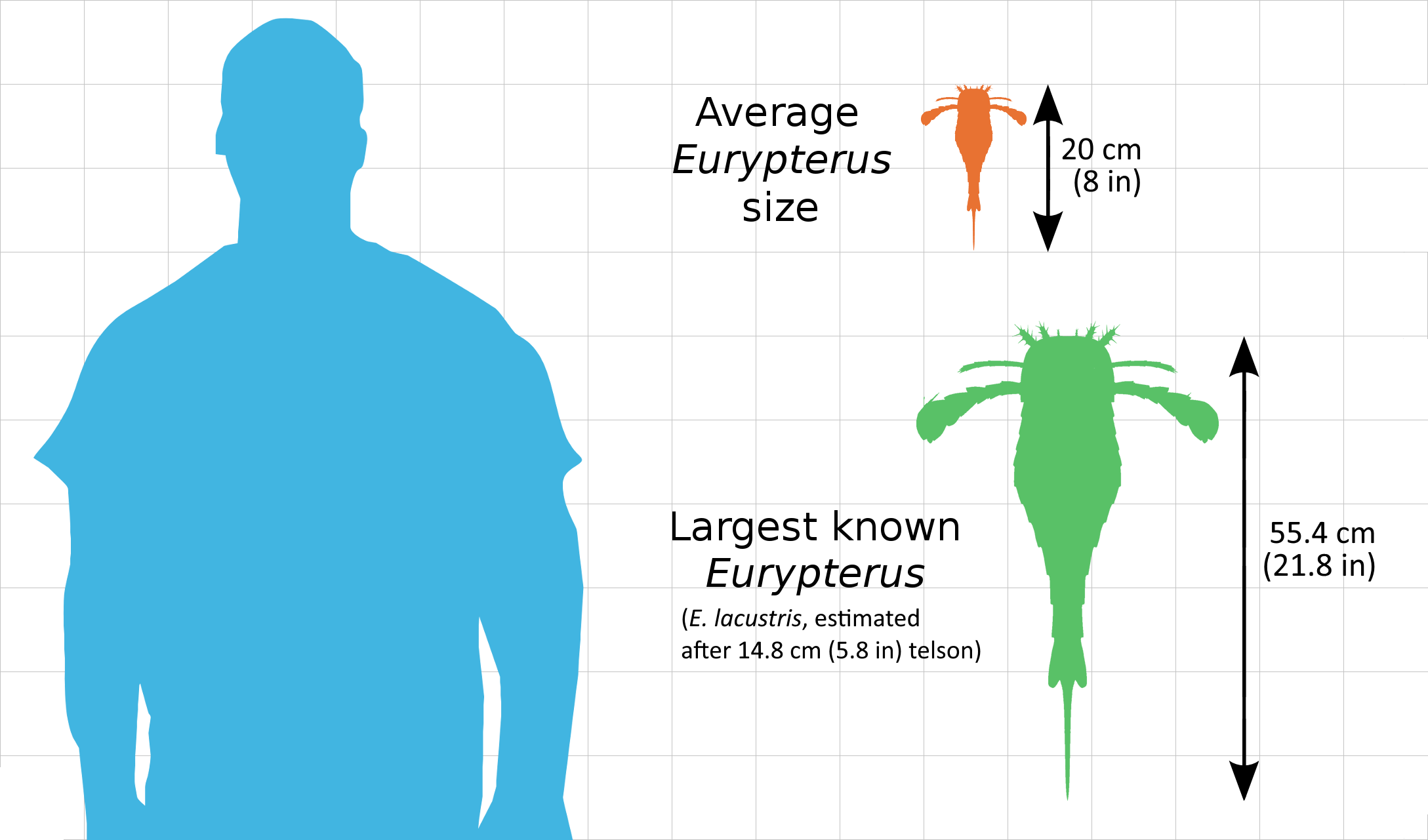
Comparaison de taille entre un homme adulte moyen (170 cm), un spécimen d’E. remipes moyen (environ 20 cm) et le plus grand fossile connu d’Eurypterus lacustris (55,4 cm).

Les Euryptérides sont les plus grands arthropodes ayant jamais existé. L'espèce connue la plus grande, Jaekelopterus rhenaniae, faisait jusqu'à 2,5 m (8,2 pi) de long, à peu près la taille d'un crocodile. Cependant, les espèces d’Eurypterus étaient beaucoup plus petites.
Les spécimens connus d’E. remipes font généralement entre 13 et 20 cm de long, et les plus grands spécimens d’E. lacustris en moyenne entre 15 et 23 cm. Toutefois, le telson (la division la plus postérieure du corps) d'un spécimen de cette espèce fait, à lui seul, 14,8 cm de long ce qui signifie que le spécimen en question fait 55,4 cm de long, ce qui en fait le plus grand spécimen jamais décrit dans la littérature. Sur la page d'introduction d’E. remipes sur le site Web de l'Université du Texas à Austin, il est indiqué que le plus gros spécimen décrit et actuellement exposé à la Paleontological Research Institution de New York mesure 1,3 m (4,3 pi) de long. Toutefois, la section de texte décrivant le groupe des Euryptérides plutôt que le genre Eurypterus, il n'est pas possible de déterminer si les 1,3 m (4,3 pi) de long se réfèrent à E. remipes ou à un autre Euryptéride.
Les fossiles d’Eurypterus ont souvent des tailles similaires dans une zone donnée. Cela pourrait s'expliquer par un mécanisme de « tri » en andains des fossiles par l'action des tempêtes et des vagues lors de leur dépôt dans des eaux peu profondes.
Le corps d’Eurypterus est globalement divisé en deux parties : le prosome et l'opisthosome (à son tour divisé en mésosome et métasome),.
Le prosome, partie antérieure du corps, est en fait composé de six segments fusionnés pour former la tête et le thorax. Il comporte une carapace qui a la forme d'une plaque semi-circulaire à sub-rectangulaire. Sur la face dorsale du prosome, on trouve deux grands yeux composés en forme de croissant. Eurypterus possède également deux petits yeux simples sensibles à la lumière (les ocelles médians) situés au centre de la carapace sur une petite protubérance (connue sous le nom de monticule ocellaire). Sous la carapace on trouve la bouche et six appendices, généralement désignés par les chiffres romains I à VI. Chaque appendice est à son tour composé de neuf segments (appelés podomères ou articles) identifiés par les chiffres arabes 1 à 9. Le premier segment qui relie les appendices au corps est connu sous le nom de coxa (pluriel coxae).
La première paire d'appendices (appendice I) est constituée des chélicères, petits bras en forme de pinces utilisés pour déchirer les aliments (mastication) pendant l'alimentation. Après les chélicères on trouve trois paires de courtes pattes (appendices II, III et IV). Ces appendices sont spinifères, avec généralement deux épines par podomère, sauf le segment le plus pointu qui ne porte qu'une seule épine. Les deux derniers segments sont souvent impossibles à distinguer et ont l’apparence d’un seul segment comportant trois épines. Ces appendices sont utilisés à la fois pour la marche et pour la capture de nourriture. La paire suivante (appendice V) est celle qui ressemble le plus à une patte, plus longue que les trois premières paires et généralement dépourvues d'épines, sauf au niveau des segments les plus pointus. La dernière paire (appendice VI) est constituée de deux larges pattes en forme de pagaie utilisées pour nager. Les coxae de l'appendice VI sont larges et plates, et ressemblent à des « oreilles ».

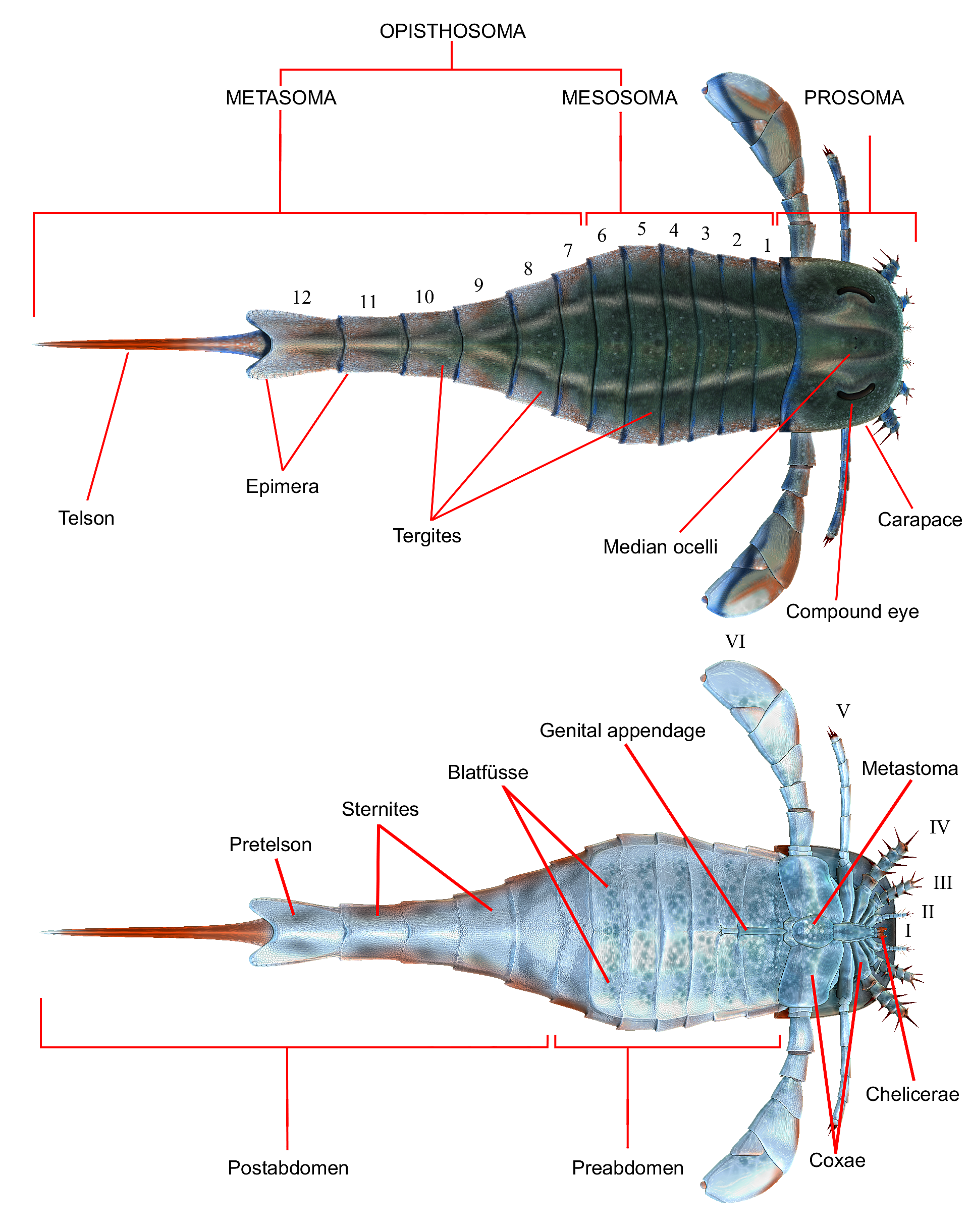
Caractéristiques anatomiques d’Eurypterus.

L'ophisthosome (abdomen) est composé de douze segments, chacun constitué de deux plaques supérieure (tergite) et inférieure (sternite) fusionnées. L'opisthosome est en outre subdivisé de deux manières.
En prenant en compte la largeur et la structure de chaque segment, on peut diviser l'opisthosome en un large préabdomen (segments 1 à 7) et un étroit postabdomen (segments 8 à 12). Le préabdomen est constitué des segments les plus larges de la partie antérieure de l'ophisthosome, tandis que le postabdomen représente les cinq derniers segments du « corps d’Eurypterus ». Chacun des segments du postabdomen contient des protubérances latérales aplaties connues sous le nom d'épimère, à l'exception de la dernière partie du corps en forme d'aiguille (styliforme) connue sous le nom de telson. Le segment précédant immédiatement le telson (qui possède également la plus grande épimère du postabdomen) est connu sous le nom de prételson.
On peut également diviser l'ophisthosome par fonction. On le divise alors en un mésosome (segments 1 à 6) et un métasome (segments 7 à 12),,. Le mésosome contient les branchies et les organes reproducteurs d’Eurypterus. Ses segments ventraux sont recouverts de plaques dérivées d'appendices connues sous le nom de Blatfüsse (singulier Blatfuss, mot allemand qui signifie « pied de feuille »). À l'intérieur et protégés par ces plaques, se trouvent les chambres branchiales qui contiennent les organes respiratoires d’Eurypterus,. Les segments du métasome, quant à eux, ne possèdent pas de Blatfüsse.
Certains auteurs utilisent à tort alternativement les termes mésosome et préabdomen, ou métasome et postabdomen alors qu'ils ne sont pas interchangeables.
Les principaux organes respiratoires d’Eurypterus étaient vraisemblablement des branchies feuilletées, situées dans les chambres branchiales des segments du mésosome. Ils pourraient avoir été utilisés pour la respiration sous-marine. Ils sont composés de plusieurs couches d'un fin tissu empilées ce qui les fait ressembler aux pages d’un livre, d'où leur nom. Ils possédaient également cinq paires de zones de forme ovale couvertes de projections microscopiques sur le plafond des deuxièmes chambres branchiales du mésosome, immédiatement sous les voies branchiales. Ces zones sont connues sous le nom de Kiemenplatten (ou branchies, bien que le premier terme soit préféré). Elles sont spécifiques des Euryptérides,.
Eurypterus est sexuellement dimorphe. Au centre de la face inférieure des deux premiers segments du mésosome on trouve des appendices utilisés pour la reproduction. Chez les femelles, ces appendices sont longs et étroits. Chez les mâles, ils sont tout petits. Une minorité d'auteurs fait le postulat inverse : un appendice génital plus long pour les mâles, plus court pour les femelles.
L'exosquelette d’Eurypterus est souvent recouvert de petites excroissances appelées ornementations. Ces ornementations incluent des pustules (petites saillies), des écailles et des stries. Ils varient selon les espèces et sont utilisés pour l'identification. Pour des descriptions diagnostiques plus détaillées de chaque espèce d’Eurypterus, voir les sections ci-dessous.

## Classification
Le genre Eurypterus appartient à la famille des Eurypteridae. Ils sont classés dans la super-famille des Eurypteroidea, le sous-ordre des Eurypterina, l'ordre des Eurypterida et le sous-embranchement des Chelicerata. Jusqu'à récemment, on pensait que les Euryptérides appartenaient à la classe des Merostomata, comme l'ordre des Xiphosura. On pense désormais que les Euryptérides sont un groupe frère des Arachnides, plus proches des scorpions et des araignées que des limules,,.
Eurypterus est le premier taxon d'Euryptérides décrit et c'est également le plus commun. C'est pourquoi la quasi-totalité des Euryptérides vaguement similaires décrits au 19e siècle ont été classés dans ce genre (à l'exception des membres clairement distincts de la famille des Pterygotidae et des Stylonuridae). Ce genre unique a finalement été divisé en plusieurs genres à mesure que la science taxonomique se développait.
En 1958, plusieurs espèces qui se distinguent par des yeux plus rapprochés et des épines sur les palettes natatoires sont exclues du genre Eurypterus et regroupées en un genre distinct Erieopterus par Erik Norman Kjellesvig-Waering (1912-1979). En 1973, Leif Størmer (1905–1979) propose une autre division du genre Eurypterus en rattachant certaines espèces au genre Baltoeurypterus en tenant compte de la taille de certains des derniers segments des palettes natatoires. Toutefois, en 2006, O. Erik Tetlie (d) juge ces différences trop insignifiantes pour justifier l'affectation à un genre distinct et il fusionne le genre Baltoeurypterus au sein du genre Eurypterus. On estime aujourd'hui que les variations mineures décrites par Størmer correspondent à des différences entre adultes et juvéniles au sein d'une même espèce.

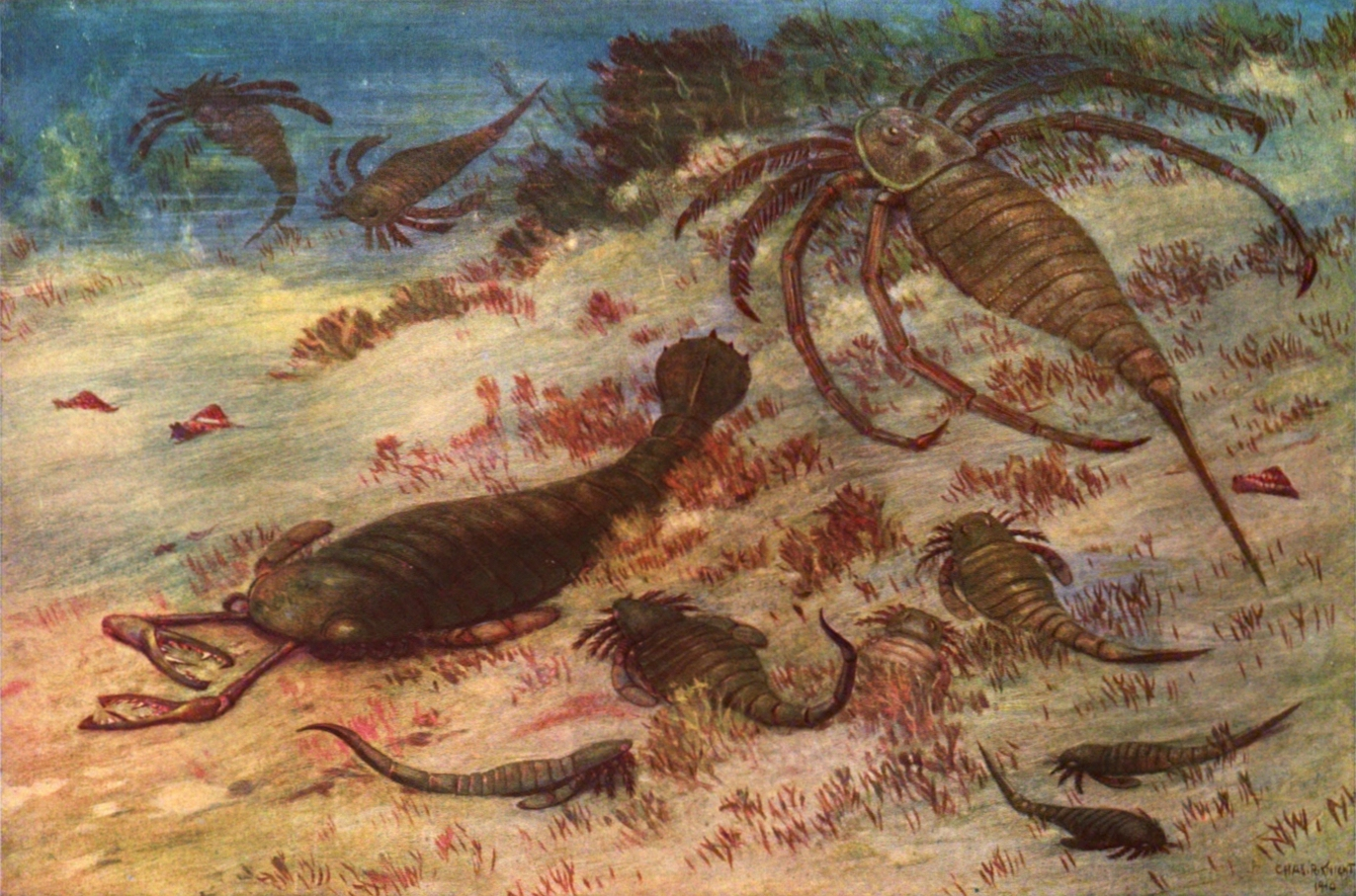
Peinture de 1912 par Charles R. Knight représentant divers Euryptérides découverts à New York. La scène comprend les genres Dolichopterus, Eusarcana, Stylonurus, Eurypterus et Hughmilleria.

Le genre Eurypterus dérive de E. minor, la plus ancienne espèce connue, du Llandovery, découverte en Écosse. On pense qu’E. minor a divergé de Dolichopterus macrocheirus au cours du Llandovery. L'arbre phylogénétique d’Eurypterus représenté ci-dessous est basé sur les études phylogénétiques réalisées par O. Erik Tetlie en 2006. Certaines espèces ne sont pas représentées.
|  | Eurypterus pittsfordensis |
|  |                           |
|  | Eurypterus leopoldi       |
|  |                           |
|  | Eurypterus serratus       |
|  |                           |

|  | Eurypterus remipes   |
|  |                      |
|  | Eurypterus lacustris |
|  |                      |

|  | Eurypterus henningsmoeni      |
|  |                               |
|  | Eurypterus tetragonophthalmus |
|  |                               |

|  | Eurypterus remipes   |
|  |                      |
|  | Eurypterus lacustris |
|  |                      |

|  | Eurypterus henningsmoeni      |
|  |                               |
|  | Eurypterus tetragonophthalmus |
|  |                               |

|  | Eurypterus pittsfordensis |
|  |                           |
|  | Eurypterus leopoldi       |
|  |                           |
|  | Eurypterus serratus       |
|  |                           |

|  | Eurypterus remipes   |
|  |                      |
|  | Eurypterus lacustris |
|  |                      |

|  | Eurypterus henningsmoeni      |
|  |                               |
|  | Eurypterus tetragonophthalmus |
|  |                               |

|  | Eurypterus remipes   |
|  |                      |
|  | Eurypterus lacustris |
|  |                      |

|  | Eurypterus henningsmoeni      |
|  |                               |
|  | Eurypterus tetragonophthalmus |
|  |                               |

|  | Eurypterus pittsfordensis |
|  |                           |
|  | Eurypterus leopoldi       |
|  |                           |
|  | Eurypterus serratus       |
|  |                           |

|  | Eurypterus remipes   |
|  |                      |
|  | Eurypterus lacustris |
|  |                      |

|  | Eurypterus henningsmoeni      |
|  |                               |
|  | Eurypterus tetragonophthalmus |
|  |                               |

|  | Eurypterus remipes   |
|  |                      |
|  | Eurypterus lacustris |
|  |                      |

|  | Eurypterus henningsmoeni      |
|  |                               |
|  | Eurypterus tetragonophthalmus |
|  |                               |

|  | Eurypterus pittsfordensis |
|  |                           |
|  | Eurypterus leopoldi       |
|  |                           |
|  | Eurypterus serratus       |
|  |                           |

|  | Eurypterus remipes   |
|  |                      |
|  | Eurypterus lacustris |
|  |                      |

|  | Eurypterus henningsmoeni      |
|  |                               |
|  | Eurypterus tetragonophthalmus |
|  |                               |

|  | Eurypterus remipes   |
|  |                      |
|  | Eurypterus lacustris |
|  |                      |

|  | Eurypterus henningsmoeni      |
|  |                               |
|  | Eurypterus tetragonophthalmus |
|  |                               |

|  | Eurypterus pittsfordensis |
|  |                           |
|  | Eurypterus leopoldi       |
|  |                           |
|  | Eurypterus serratus       |
|  |                           |

|  | Eurypterus remipes   |
|  |                      |
|  | Eurypterus lacustris |
|  |                      |

|  | Eurypterus henningsmoeni      |
|  |                               |
|  | Eurypterus tetragonophthalmus |
|  |                               |

|  | Eurypterus remipes   |
|  |                      |
|  | Eurypterus lacustris |
|  |                      |

|  | Eurypterus henningsmoeni      |
|  |                               |
|  | Eurypterus tetragonophthalmus |
|  |                               |

|  | Eurypterus pittsfordensis |
|  |                           |
|  | Eurypterus leopoldi       |
|  |                           |
|  | Eurypterus serratus       |
|  |                           |

|  | Eurypterus remipes   |
|  |                      |
|  | Eurypterus lacustris |
|  |                      |

|  | Eurypterus henningsmoeni      |
|  |                               |
|  | Eurypterus tetragonophthalmus |
|  |                               |

|  | Eurypterus remipes   |
|  |                      |
|  | Eurypterus lacustris |
|  |                      |

|  | Eurypterus henningsmoeni      |
|  |                               |
|  | Eurypterus tetragonophthalmus |
|  |                               |

|  | Eurypterus pittsfordensis |
|  |                           |
|  | Eurypterus leopoldi       |
|  |                           |
|  | Eurypterus serratus       |
|  |                           |

|  | Eurypterus remipes   |
|  |                      |
|  | Eurypterus lacustris |
|  |                      |

|  | Eurypterus henningsmoeni      |
|  |                               |
|  | Eurypterus tetragonophthalmus |
|  |                               |

|  | Eurypterus remipes   |
|  |                      |
|  | Eurypterus lacustris |
|  |                      |

|  | Eurypterus henningsmoeni      |
|  |                               |
|  | Eurypterus tetragonophthalmus |
|  |                               |

|  | Eurypterus pittsfordensis |
|  |                           |
|  | Eurypterus leopoldi       |
|  |                           |
|  | Eurypterus serratus       |
|  |                           |

|  | Eurypterus remipes   |
|  |                      |
|  | Eurypterus lacustris |
|  |                      |

|  | Eurypterus henningsmoeni      |
|  |                               |
|  | Eurypterus tetragonophthalmus |
|  |                               |

|  | Eurypterus remipes   |
|  |                      |
|  | Eurypterus lacustris |
|  |                      |

|  | Eurypterus henningsmoeni      |
|  |                               |
|  | Eurypterus tetragonophthalmus |
|  |                               |

|  | Eurypterus pittsfordensis |
|  |                           |
|  | Eurypterus leopoldi       |
|  |                           |
|  | Eurypterus serratus       |
|  |                           |

|  | Eurypterus remipes   |
|  |                      |
|  | Eurypterus lacustris |
|  |                      |

|  | Eurypterus henningsmoeni      |
|  |                               |
|  | Eurypterus tetragonophthalmus |
|  |                               |

|  | Eurypterus remipes   |
|  |                      |
|  | Eurypterus lacustris |
|  |                      |

|  | Eurypterus henningsmoeni      |
|  |                               |
|  | Eurypterus tetragonophthalmus |
|  |                               |

|  | Eurypterus pittsfordensis |
|  |                           |
|  | Eurypterus leopoldi       |
|  |                           |
|  | Eurypterus serratus       |
|  |                           |

|  | Eurypterus remipes   |
|  |                      |
|  | Eurypterus lacustris |
|  |                      |

|  | Eurypterus henningsmoeni      |
|  |                               |
|  | Eurypterus tetragonophthalmus |
|  |                               |

|  | Eurypterus remipes   |
|  |                      |
|  | Eurypterus lacustris |
|  |                      |

|  | Eurypterus henningsmoeni      |
|  |                               |
|  | Eurypterus tetragonophthalmus |
|  |                               |

|  | Eurypterus pittsfordensis |
|  |                           |
|  | Eurypterus leopoldi       |
|  |                           |
|  | Eurypterus serratus       |
|  |                           |

|  | Eurypterus remipes   |
|  |                      |
|  | Eurypterus lacustris |
|  |                      |

|  | Eurypterus henningsmoeni      |
|  |                               |
|  | Eurypterus tetragonophthalmus |
|  |                               |

|  | Eurypterus remipes   |
|  |                      |
|  | Eurypterus lacustris |
|  |                      |

|  | Eurypterus henningsmoeni      |
|  |                               |
|  | Eurypterus tetragonophthalmus |
|  |                               |

|  | Eurypterus pittsfordensis |
|  |                           |
|  | Eurypterus leopoldi       |
|  |                           |
|  | Eurypterus serratus       |
|  |                           |

|  | Eurypterus remipes   |
|  |                      |
|  | Eurypterus lacustris |
|  |                      |

|  | Eurypterus henningsmoeni      |
|  |                               |
|  | Eurypterus tetragonophthalmus |
|  |                               |

|  | Eurypterus remipes   |
|  |                      |
|  | Eurypterus lacustris |
|  |                      |

|  | Eurypterus henningsmoeni      |
|  |                               |
|  | Eurypterus tetragonophthalmus |
|  |                               |

|  | Eurypterus pittsfordensis |
|  |                           |
|  | Eurypterus leopoldi       |
|  |                           |
|  | Eurypterus serratus       |
|  |                           |

|  | Eurypterus remipes   |
|  |                      |
|  | Eurypterus lacustris |
|  |                      |

|  | Eurypterus henningsmoeni      |
|  |                               |
|  | Eurypterus tetragonophthalmus |
|  |                               |

|  | Eurypterus remipes   |
|  |                      |
|  | Eurypterus lacustris |
|  |                      |

|  | Eurypterus henningsmoeni      |
|  |                               |
|  | Eurypterus tetragonophthalmus |
|  |                               |

|  | Eurypterus pittsfordensis |
|  |                           |
|  | Eurypterus leopoldi       |
|  |                           |
|  | Eurypterus serratus       |
|  |                           |

|  | Eurypterus remipes   |
|  |                      |
|  | Eurypterus lacustris |
|  |                      |

|  | Eurypterus henningsmoeni      |
|  |                               |
|  | Eurypterus tetragonophthalmus |
|  |                               |

|  | Eurypterus remipes   |
|  |                      |
|  | Eurypterus lacustris |
|  |                      |

|  | Eurypterus henningsmoeni      |
|  |                               |
|  | Eurypterus tetragonophthalmus |
|  |                               |

|  | Eurypterus pittsfordensis |
|  |                           |
|  | Eurypterus leopoldi       |
|  |                           |
|  | Eurypterus serratus       |
|  |                           |

|  | Eurypterus remipes   |
|  |                      |
|  | Eurypterus lacustris |
|  |                      |

|  | Eurypterus henningsmoeni      |
|  |                               |
|  | Eurypterus tetragonophthalmus |
|  |                               |

|  | Eurypterus remipes   |
|  |                      |
|  | Eurypterus lacustris |
|  |                      |

|  | Eurypterus henningsmoeni      |
|  |                               |
|  | Eurypterus tetragonophthalmus |
|  |                               |

|  | Eurypterus pittsfordensis |
|  |                           |
|  | Eurypterus leopoldi       |
|  |                           |
|  | Eurypterus serratus       |
|  |                           |

|  | Eurypterus remipes   |
|  |                      |
|  | Eurypterus lacustris |
|  |                      |

|  | Eurypterus henningsmoeni      |
|  |                               |
|  | Eurypterus tetragonophthalmus |
|  |                               |

|  | Eurypterus remipes   |
|  |                      |
|  | Eurypterus lacustris |
|  |                      |

|  | Eurypterus henningsmoeni      |
|  |                               |
|  | Eurypterus tetragonophthalmus |
|  |                               |

## Liste d'espèces

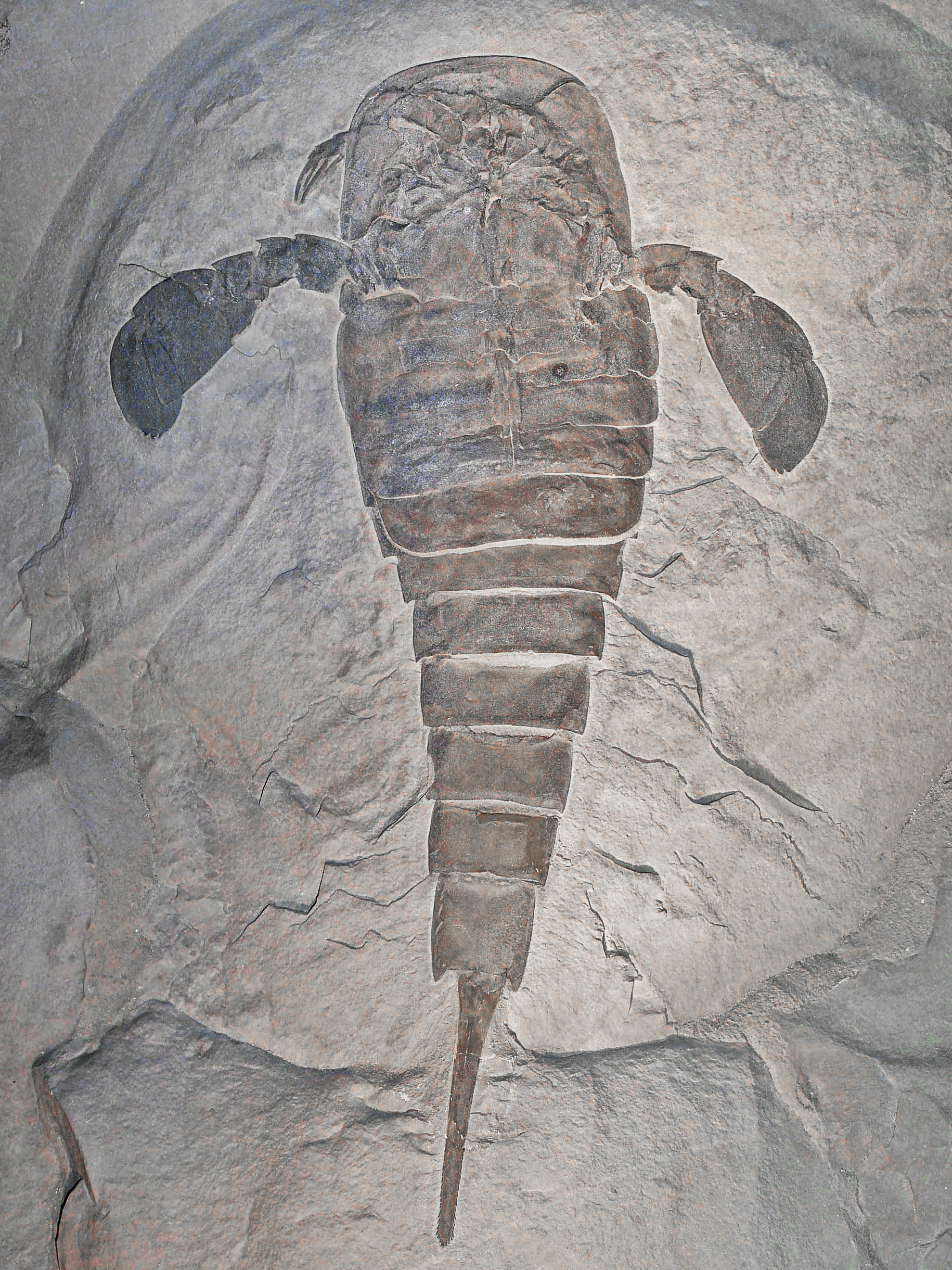
Fossile d’E. remipes des collections du Musée national d'histoire naturelle de Karlsruhe, Allemagne.

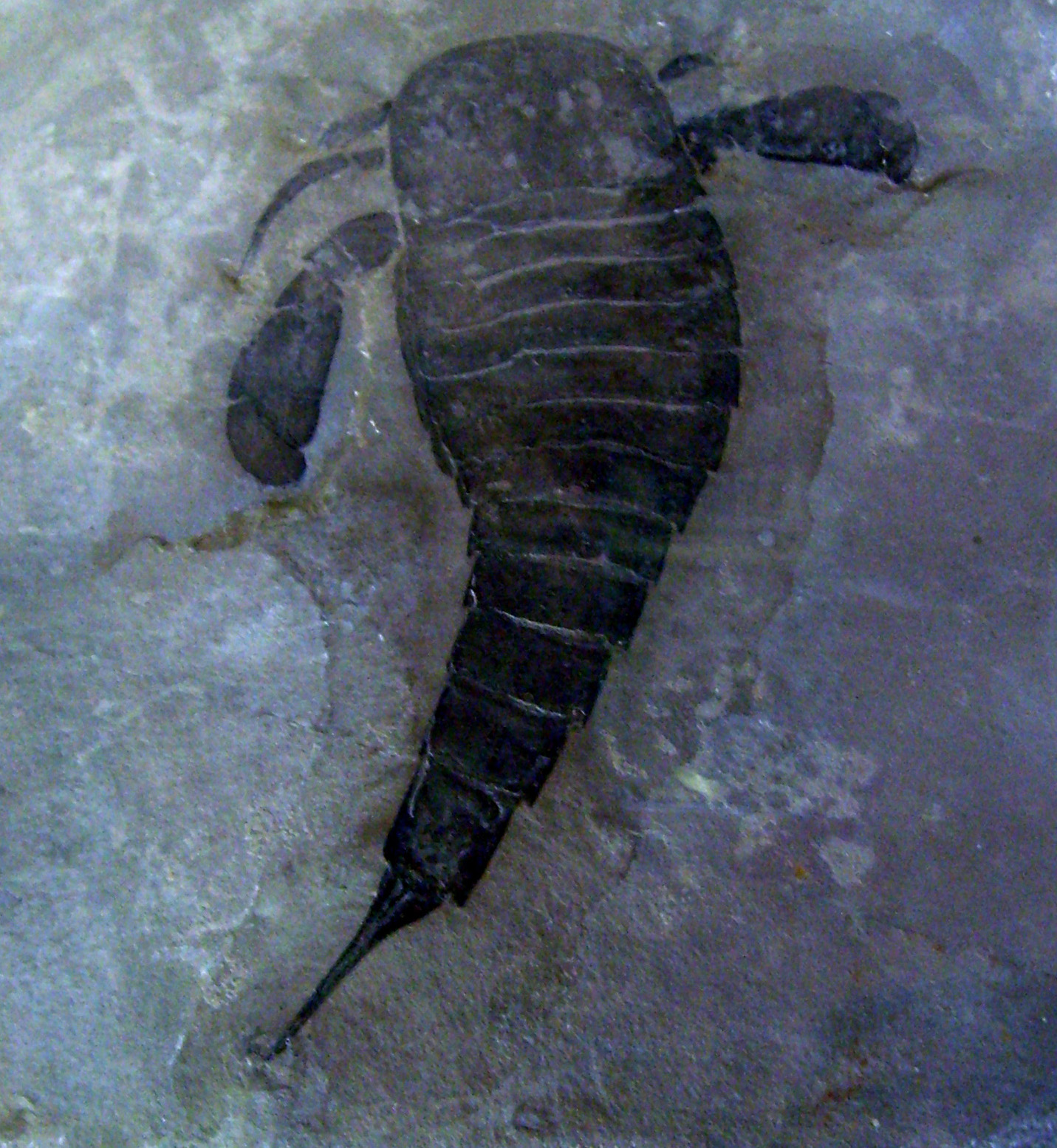
Fossile d’E. lacustris des collections du Muséum national d'histoire naturelle, France.

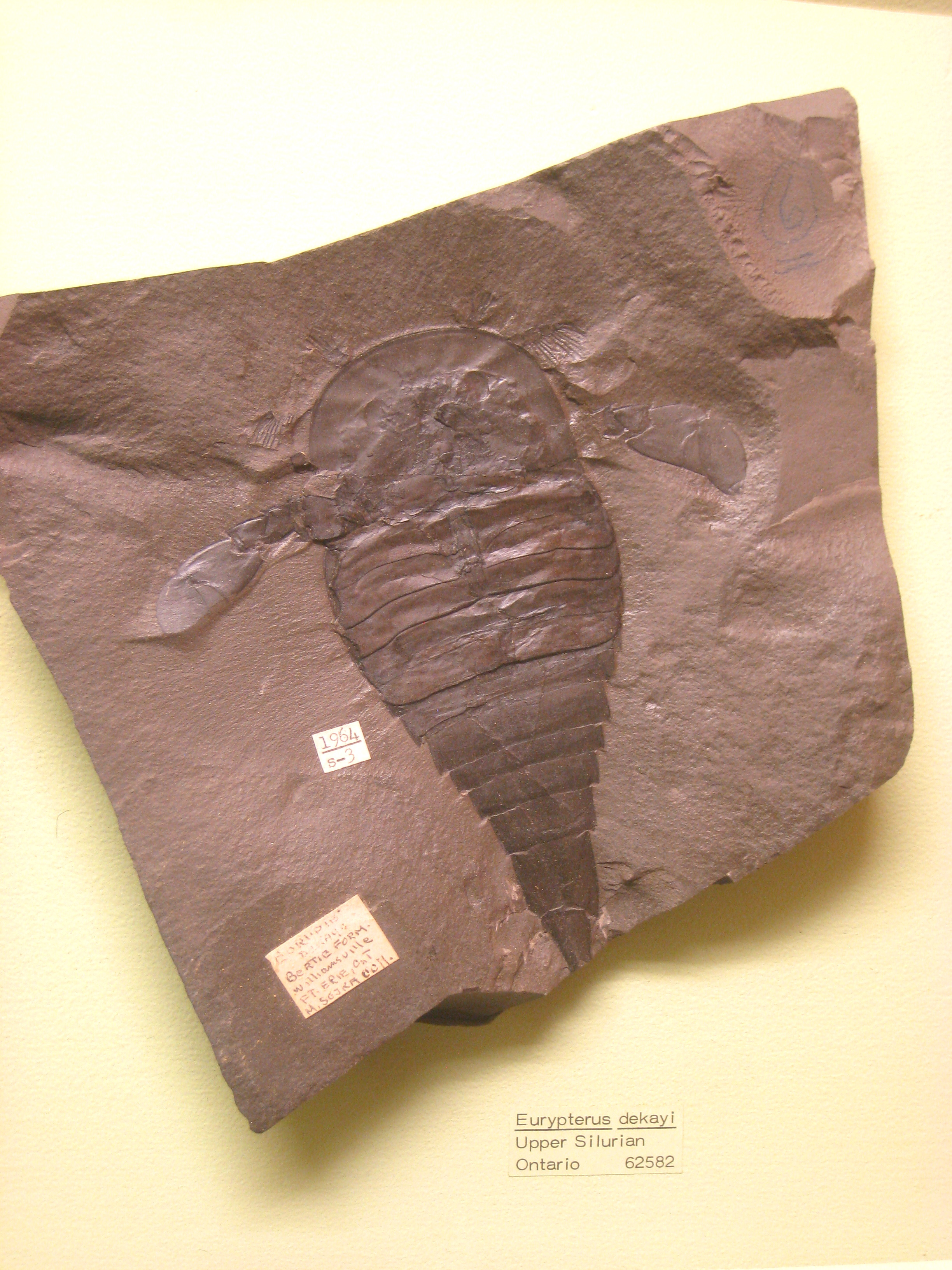
Fossile d’E. dekayi des collections du Musée d'histoire naturelle de l'Université du Michigan, Michigan.

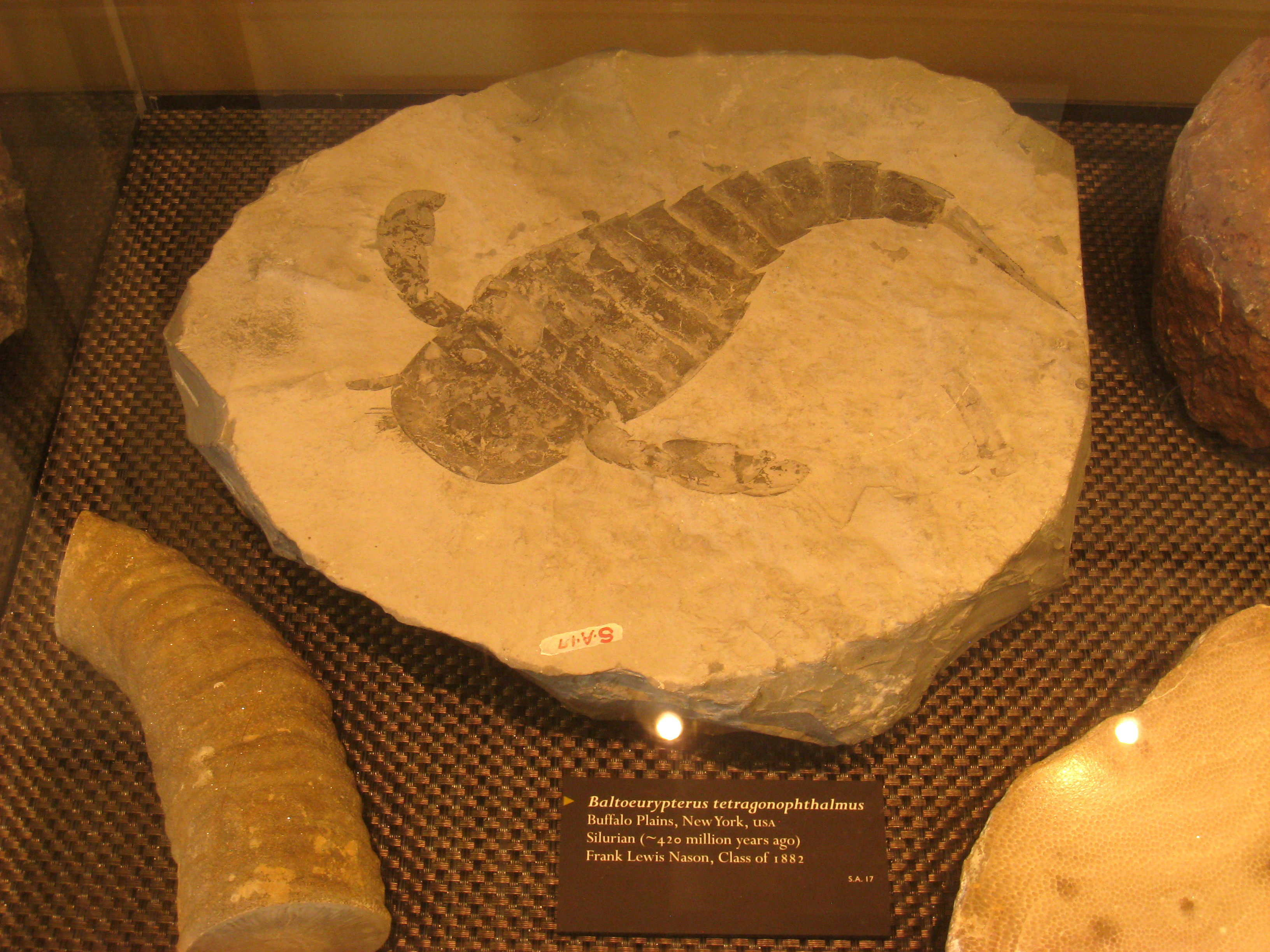
Fossile d’E. tetragonophthalmus des collections du Musée d'histoire naturelle de l'Amherst College, Massachusetts.

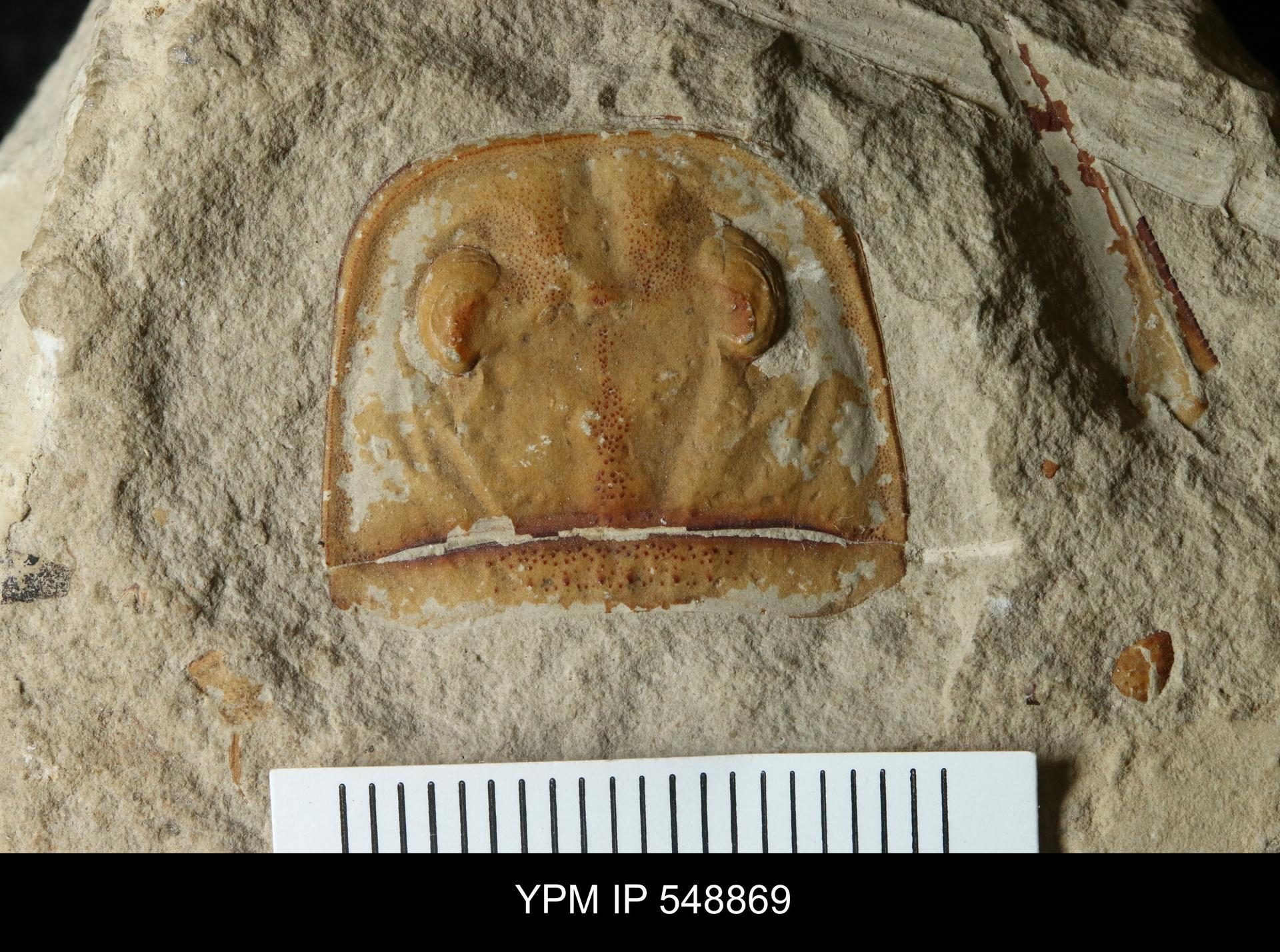
Fossile de carapace d’E. fischeri provenant des collections du Musée d'histoire naturelle de Yale Peabody, Connecticut.

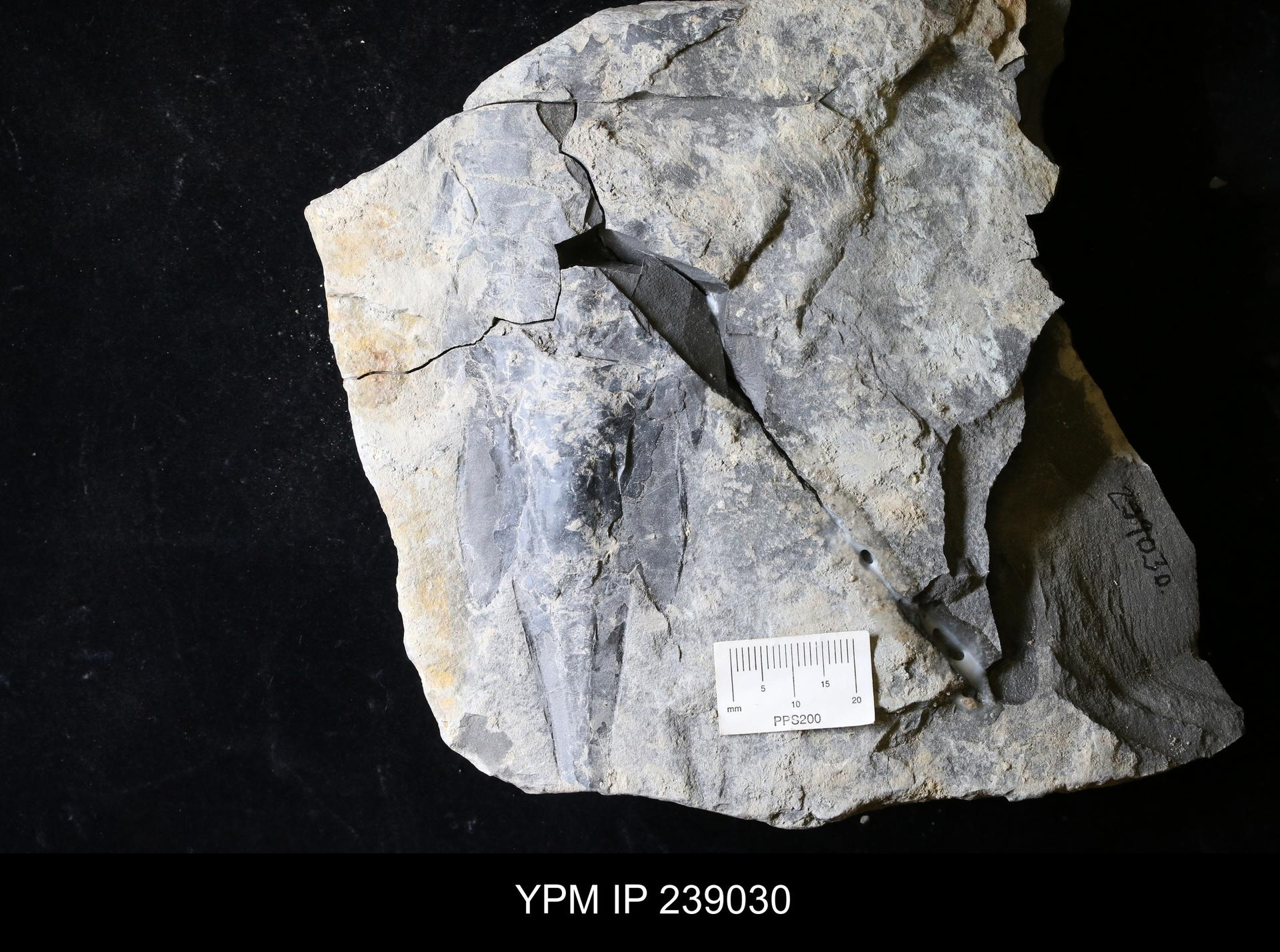
Fossile d'abdomen partiel, pretelson et telson d’E. pittsfordensis provenant des collections du Yale Peabody Museum of Natural History, Connecticut.

Les espèces appartenant au genre, leurs descriptions diagnostiques, leurs synonymes (le cas échéant) et leurs répartitions sont les suivants :
|                               | Auteur(s)                | Période  | Répartition          | Commentaire |
| Eurypterus cephalaspis        | Salter, 1856             | Silurien | Angleterre           | Classification incertaine. Seuls trois des spécimens décrits en 1856 sont probablement des Eurypterus, les autres appartenant probablement aux Hughmilleriidae. Son nom signifie « tête de bouclier », du grec κεφαλή (kephalē « tête ») et ἀσπίς (aspis « bouclier ou bol »). Spécimens découverts dans le Herefordshire, en Angleterre,. |
| Eurypterus dekayi             | Hall, 1859               | Silurien | États-Unis et Canada | Absence d'écailles faisant saillie sur le bord postérieur de la carapace et sur les trois tergites les plus antérieurs. Les autres tergites portent chacun quatre écailles faisant saillie. De quatre à six épines sur chaque podomère des appendices III et IV. Prételson comportant de grandes épimères arrondies sans ornementation sur les bords. Espèce très similaire à E. laculatus. L'espèce porte le nom de James Ellsworth De Kay. Spécimens découverts à New York et en Ontario. |
| Eurypterus flintstonensis     | Swartz, 1923             | Silurien | États-Unis           | Probablement synonyme d’E. remipes ou d’E. lacustris. Probablement nommé d'après Flintstone, Géorgie (?). Spécimen découvert dans l'Est des États-Unis. |
| Eurypterus hankeni            | Tetlie, 2006             | Silurien | Norvège              | Petite espèce d’Eurypterus, mesurant en moyenne de 10 à 15 cm de long. Le plus gros spécimen trouvé mesure environ 20 à 25 cm de long. L'espèce se distingue par des pustules et six écailles sur le bord postérieur de la carapace. Les appendices I à IV ont deux épines sur chaque podomère. Le postabdomen a de petites épimères. Le prételson a de longues épimères pointues. Le telson présente des stries à l'articulation avec le prételson. L'espèce porte le nom du paléontologue norvégien Nils-Martin Hanken, de l'Université de Tromsø. Spécimens découverts dans la formation Steinsfjorden de Ringerike, en Norvège,. |
| Eurypterus henningsmoeni      | Tetlie, 2002             | Silurien | Norvège              | Espèce d’Eurypterus caractérisée par des grandes palettes natatoires et un grand métastome. Le postabdomen a de petites épimères. Le prételson a de grandes épimères arrondies et des écailles imbriquées (c'est-à-dire qui se chevauchent comme chez les poissons). Espèce très proche et étroitement lié à E. tetragonophthalmus. L'espèce doit son nom au paléontologue norvégien Gunnar Henningsmoen. Spécimens découverts à Bærum, Norvège,. |
| Eurypterus laculatus          | Kjellesvig-Waering, 1958 | Silurien | États-Unis et Canada | La zone où se situent les yeux composés de cette espèce est entourée de dépressions. Les ocelles et le monticule ocellaire sont petits. Pas de pustules ni d'écailles faisant saillie sur la carapace ou le premier tergite. Espèce probablement étroitement apparentée à E. dekayi. Son épithète spécifique signifie « à quatre coins », du latin laculatus (« à quatre coins, à carreaux »). Spécimens découverts à New York et en Ontario. |
| Eurypterus lacustris          | Harlan, 1834             | Silurien | États-Unis et Canada | Synonymes : Eurypterus pachycheirus Hall, 1859 et Eurypterus robustus Hall, 1859. L'un des deux fossiles d’Eurypterus les plus courants. Espèce très similaire à E. remipes et qui partage souvent les mêmes zones de découverte. Toutefois, les yeux sont placés plus en arrière sur la carapace d’E. lacustris qui est également légèrement plus grande avec un métastome légèrement plus étroit. Avant l'analyse diagnostique réalisée par Tollerton en 1993, son statut d'espèce distincte a été contestée. Le nom d'espèce signifie « qui vit dans les lacs », du latin lacus ('lac'). Spécimens découverts à New York et en Ontario. |
| Eurypterus leopoldi           | Tetlie, 2006             | Silurien | Canada               | Le tergite le plus antérieur est réduit. Le métasome est de forme rhombiovale avec des excroissances en forme de dents dans la partie antérieure. Le prételson a des bords dentelés. Les épimères sont grandes, semi-angulaires avec des stries angulaires. Le telson est styliforme avec de grandes stries angulaires entrecoupées de stries plus petites et plus nombreuses. L'espèce porte le nom de Port Leopold et de la Formation Léopold où elle a été découverte. Spécimens découverts dans la formation Léopold de l'île Somerset, Canada. |
| Eurypterus megalops           | Clarke & Ruedemann, 1912 | Silurien | États-Unis           | Le nom d'espèce signifie « grand œil », du grec μέγας (megas « grand ou grand ») et ὤψ (ōps « œil »). Spécimens découverts dans l'État de New York, États-Unis. |
| ? Eurypterus minor            | Laurie, 1899             | Silurien | Écosse               | Petit Eurypterus avec de grosses pustules sur la carapace et l'abdomen. Ne possède pas d'ornementation sous forme d'écailles que l'on trouve chez d'autres espèces d’Eurypterus. C'est la plus ancienne espèce connue d’Eurypterus. Elle a de grands lobes palpébraux (partie des « joues » de la carapace adjacente aux yeux composés), ce qui peut conduire à interpréter par erreur l'ensemble lobes et yeux composés comme des yeux ovales. Cet « élargissement » est davantage caractéristique du genre Dolichopterus et l'espèce pourrait en réalité appartenir aux Dolichopteridae. Le nom d'espèce signifie « plus petit », du latin minor. Spécimens découverts dans la formation Réservoir de Pentland Hills, en Écosse. |
| Eurypterus ornatus            | Leutze, 1958             | Silurien | États-Unis           | Ornementation de type pustules sur toute la surface de la carapace et au moins du premier tergite. Ne possède pas d'écailles faisant saillie. Son nom d'espèce signifie « orné », du latin ōrnātus (« orné, orné »). Découvert à Fayette, dans l'Ohio. |
| Eurypterus pittsfordensis     | Sarle, 1903              | Silurien | États-Unis           | Le bord postérieur de la carapace comporte trois écailles faisant saillie. Les appendices II à IV comptent deux épines par podomère. Le métastome est de forme rhomboïde avec une profonde entaille à l'avant. Le post-abdomen a des bords dentelés au milieu avec de petites épimères angulaires sur les côtés. Le prételson a de grandes épimères semi-angulaires avec des stries angulaires sur les bords. Le telson est styliforme avec des stries angulaires clairsemées sur les bords. Le nom de l'espèce vient de son lieu de découverte, les formations de schiste Salina de Pittsford, New York. |
| Eurypterus quebecensis        | Kjellesvig-Waering, 1958 | Silurien | Canada               | L'espèce compte six écailles faisant saillie sur le bord postérieur de la carapace mais n'a pas d'ornementation pustuleuse. Elle porte le nom de son lieu de découverte, au Québec, au Canada. |
| Eurypterus remipes            | DeKay, 1825              | Silurien | États-Unis, Canada   | Synonyme : Carcinosoma trigona (Ruedemann, 1916). Espèce type et espèce la plus commune. Possède quatre écailles faisant saillie sur le bord postérieur de la carapace. Les appendices I à IV comptent deux épines sur chaque podomère. Le postabdomen a de petites épimères. Le prételson a de petites épimères semi-angulaires avec une ornementation en écailles imbriquées sur les marges. Le telson a des bords dentelés sur la majeure partie de sa longueur. L'espèce ressemble beaucoup à E. lacustris dont elle ne peut souvent être distinguée que par la position des yeux. Le nom d'espèce signifie « pied de rame », du latin rēmus (« rame ») et pes (« pied »). Spécimens découverts à New York et en Ontario. |
| Eurypterus serratus           | (Jones & Woodward, 1888) | Silurien | Suède                | Semblable à E. pittsfordensis et E. leopoldi mais se distingue par des stries angulaires denses sur un telson styliforme. Le nom d'espèce signifie « dentelé », du latin serrātus (« scié [en morceaux] »). Spécimens découverts à l'origine à Gotland, en Suède. |
| Eurypterus tetragonophthalmus | Fischer, 1839            | Silurien | Ukraine et Estonie   | Synonymes : Eurypterus fischeri Eichwald, 1854 et Eurypterus fischeri var. rectangleis Schmidt, 1883. Quatre écailles faisant saillie sur le bord postérieur de la carapce. Les appendices II à IV comptent chacun deux épines sur chaque podomère. Le postabdomen a de petites épimères. Le prételson a de grandes épimères arrondies avec une ornementation en écailles imbriquées sur les bords. Le telson présente des ornementations en écailles imbriquées sur les bords de la base qui deviennent des dentelures vers la pointe. Le nom d'espèce signifie « œil à quatre angles », du grec τέσσαρες ( tessares « quatre »), γωνία ( gōnia « angle ») et ὀφθαλμός ( ophthalmos « œil »). Spécimens découverts dans la formation Rootsiküla de Saaremaa (Ösel), en Estonie, puis en Ukraine, en Norvège et possiblement en Moldavie et en Roumanie. |

Cette liste n'inclut pas les nombreux fossiles précédemment classés sous Eurypterus. La plupart d'entre eux sont désormais reclassés dans d'autres genres, identifiés comme d'autres animaux (par exemple des crustacés ) ou comme des pseudofossiles, ou comme restes de placement douteux. La classification est basée sur Dunlop et al. (2011).

## Paléobiologie

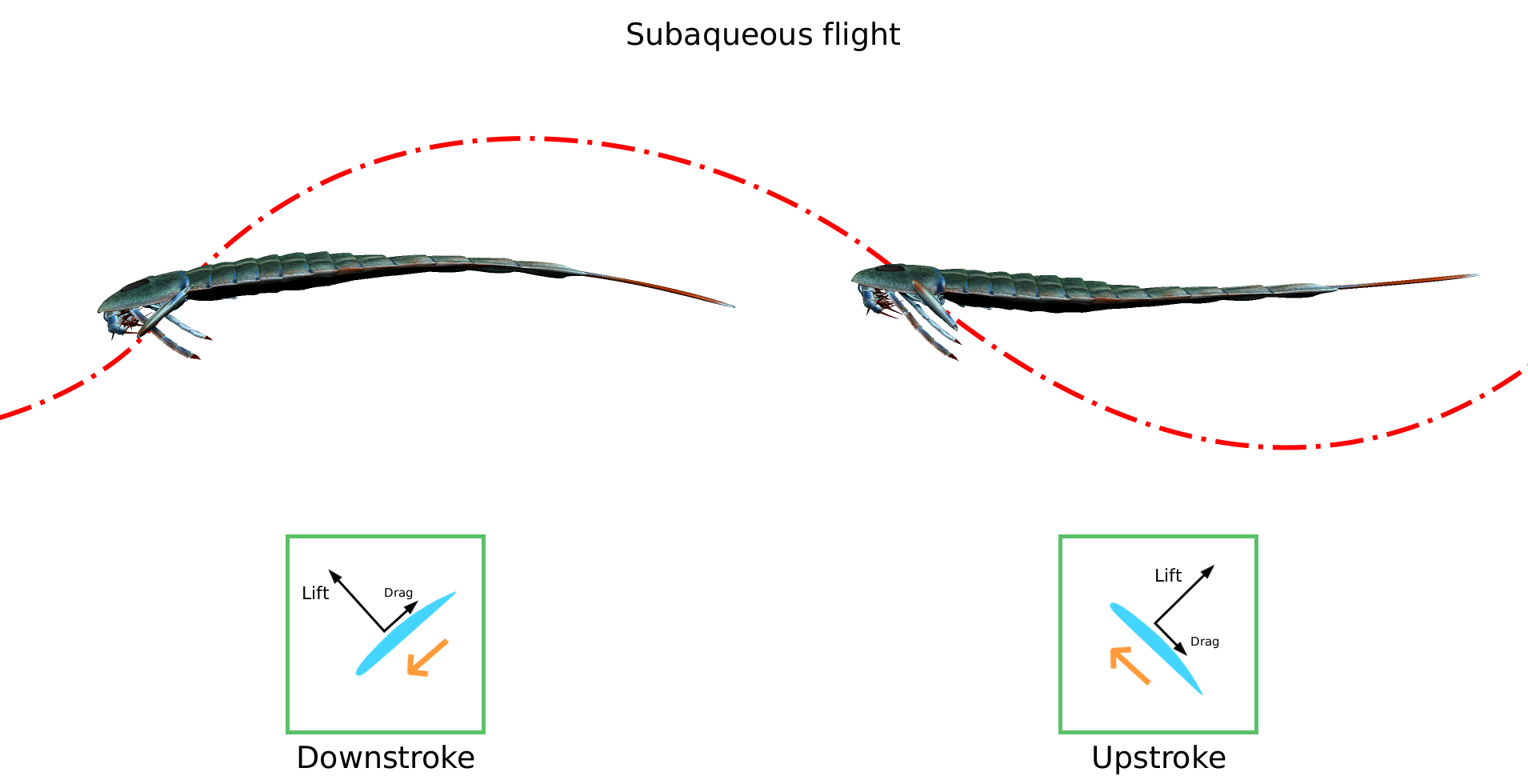
Nage de type « vol sous-marin » d’Eurypterus.

Eurypterus appartient au sous-ordre des Eurypterina, des Euryptérides dont le sixième appendice a développé une large palette natatoire remarquablement similaire à celle du crabe nageur moderne.
Des études de modélisation sur le comportement de nage d’Eurypterus suggèrent qu'il utilisait un mode de locomotion basé sur la trainée que l'on peut rapprocher de la pratique de l'aviron. Dans ce mode de locomotion, les appendices bougent de façon synchrone dans des plans presque horizontaux. Les pales de la pagaie sont orientées presque verticalement vers l'arrière et vers le bas, et poussent l'animal vers l'avant en le soulevant. Les pales sont ensuite orientées horizontalement lors de la course de récupération pour fendre l'eau sans repousser l'animal. Ce type de nage est pratiqué par des crabes et des coléoptères aquatiques.
Une hypothèse alternative concernant le comportement de nage d’Eurypterus est que les individus étaient capables de voler sous l'eau (nage de type « vol sous-marin »), les mouvements sinueux et la forme des palettes suffisant à générer de la portance, comme le font les hydroptères. Ce comportement de nage est similaire à celui utilisé par les tortues marines et les lions de mer. Le taux d'accélération est relativement plus lent qu'avec la pratique de l'aviron, d'autant que les adultes ont des pagaies proportionnellement plus petites que les juvéniles. Mais comme les adultes, de plus grande taille, génèrent un coefficient de traînée plus élevé, l'utilisation de ce type de propulsion est plus économe en énergie,.
Les juvéniles nagaient probablement en utilisant la nage de type « aviron », l'accélération rapide offerte par ce mode de propulsion étant plus adaptée pour échapper aux prédateurs. Avec ce type de nage, un petit Eurypterus de 16,5 cm (6,5 po) de long pouvait atteindre immédiatement une vitesse correspondant à deux longueurs et demie de corps par seconde. Les adultes, plus grands, nageaient, quant à eux, probablement avec le type « vol sous-marin ». La vitesse maximale de croisière des adultes aurait été de 3 à 4 m par seconde, soit une vitesse légèrement plus rapide que celle des tortues et des loutres de mer,.

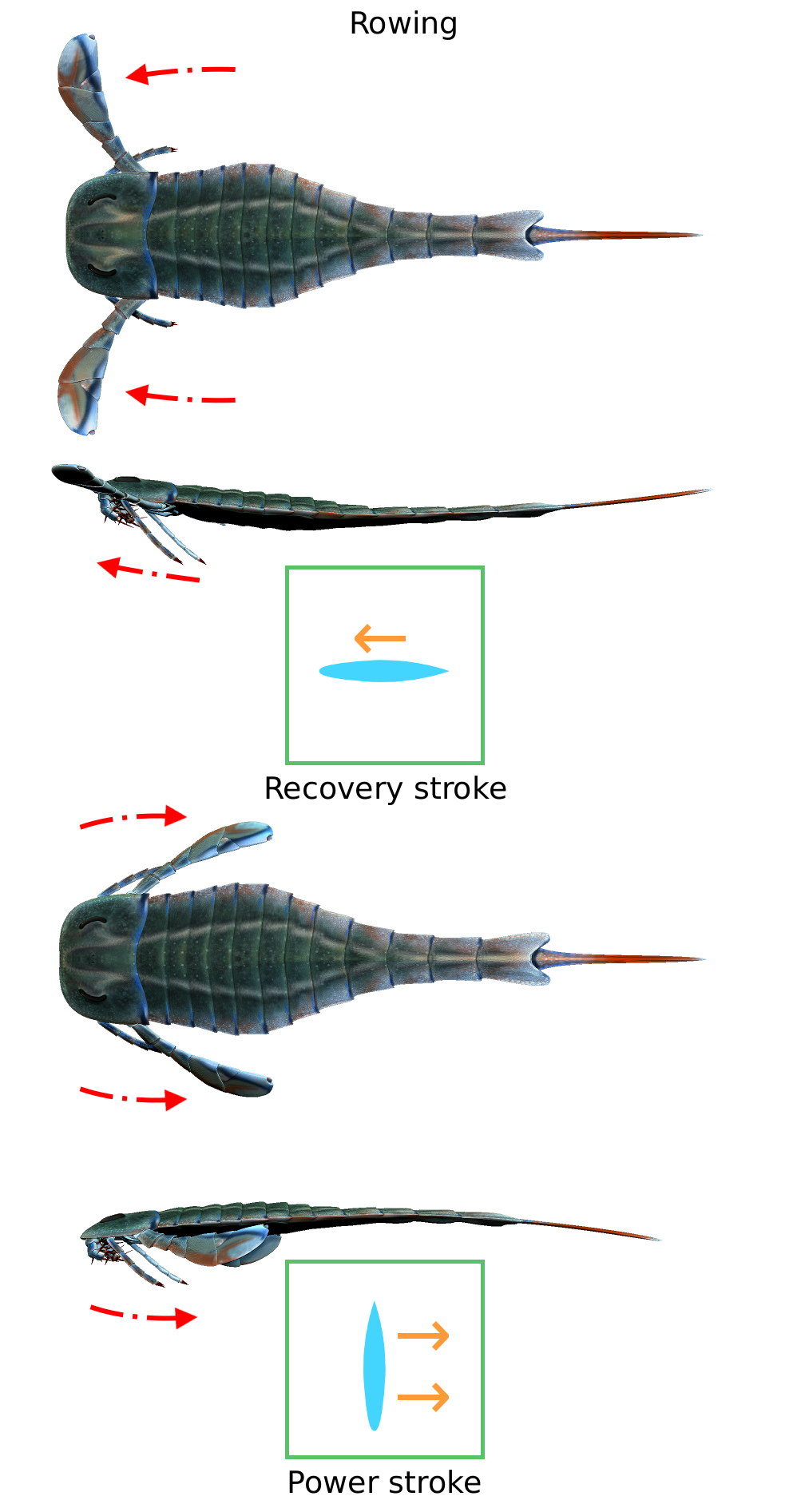
Nage de type « aviron » d’Eurypterus.

Des traces fossiles indiquent qu’Eurypterus utilisait un coup d'aviron lorsqu'il se trouvait à proximité du fond marin. Arcuites bertiensis est une ichnoespèce qui comprend une paire de traces en forme de croissant et une courte traînée médiane. Elle a été découverte dans le dépôt sédimentaire du Silurien supérieur riche en Euryptérides de Lagerstatten en Ontario et en Pennsylvanie. Ces traces fossiles ressemblent beaucoup aux traces faites par les insectes aquatiques modernes « rameurs » tels que les Corixidae. On considère qu'elles ont été faites par des Euryptérides juvéniles à adultes alors qu'ils nageaient dans des environnements marins très peu profonds et proches du littoral. La morphologie d’A. bertiensis suggère qu’Eurypterus avait la capacité de déplacer ses appendices natatoires dans les plans horizontal et vertical.
Eurypterus ne nageait pas pour chasser, mais simplement pour se déplacer rapidement d'un site d'alimentation à un autre. La plupart du temps, il marchait sur le substrat avec leurs appendices locomoteurs (y compris leurs palettes natatoires). Il s'agissait d'espèces généralistes, tout aussi susceptibles de se livrer à des activités de prédation qu'à la recherche de charognes. Ils chassaient de petits invertébrés au corps mou comme des vers. Ils utilisaient la masse d'épines sur leurs appendices antérieurs pour tuer et retenir leurs proies, tandis qu'ils utilisaient leurs chélicères pour en arracher des morceaux suffisamment petits pour être avalés. Les jeunes individus pourraient également avoir été la proie du cannibalisme des adultes.
Les Eurypterus étaient très probablement des animaux marins, car leurs restes se trouvent principalement dans des environnements intertidaux peu profonds. Les concentrations de fossiles d’Eurypterus dans certains sites ont été interprétées comme le résultat d'un comportement massif d'accouplement et de mue. Les juvéniles sont susceptibles d'avoir habité des environnements hypersalins proches des côtes, plus à l'abri des prédateurs, se déplaçant vers des eaux plus profondes à mesure qu'ils vieillissaient et grandissaient. Les adultes qui atteignaient la maturité sexuelle migraient ensuite en masse vers les zones côtières afin de s'accoupler, de pondre et de muer, activités qui les auraient rendus plus vulnérables aux prédateurs. Cela pourrait également expliquer pourquoi la grande majorité des fossiles trouvés dans de tels sites sont des mues et non de véritables animaux. Le même comportement peut être observé chez les limules modernes.

### Respiration

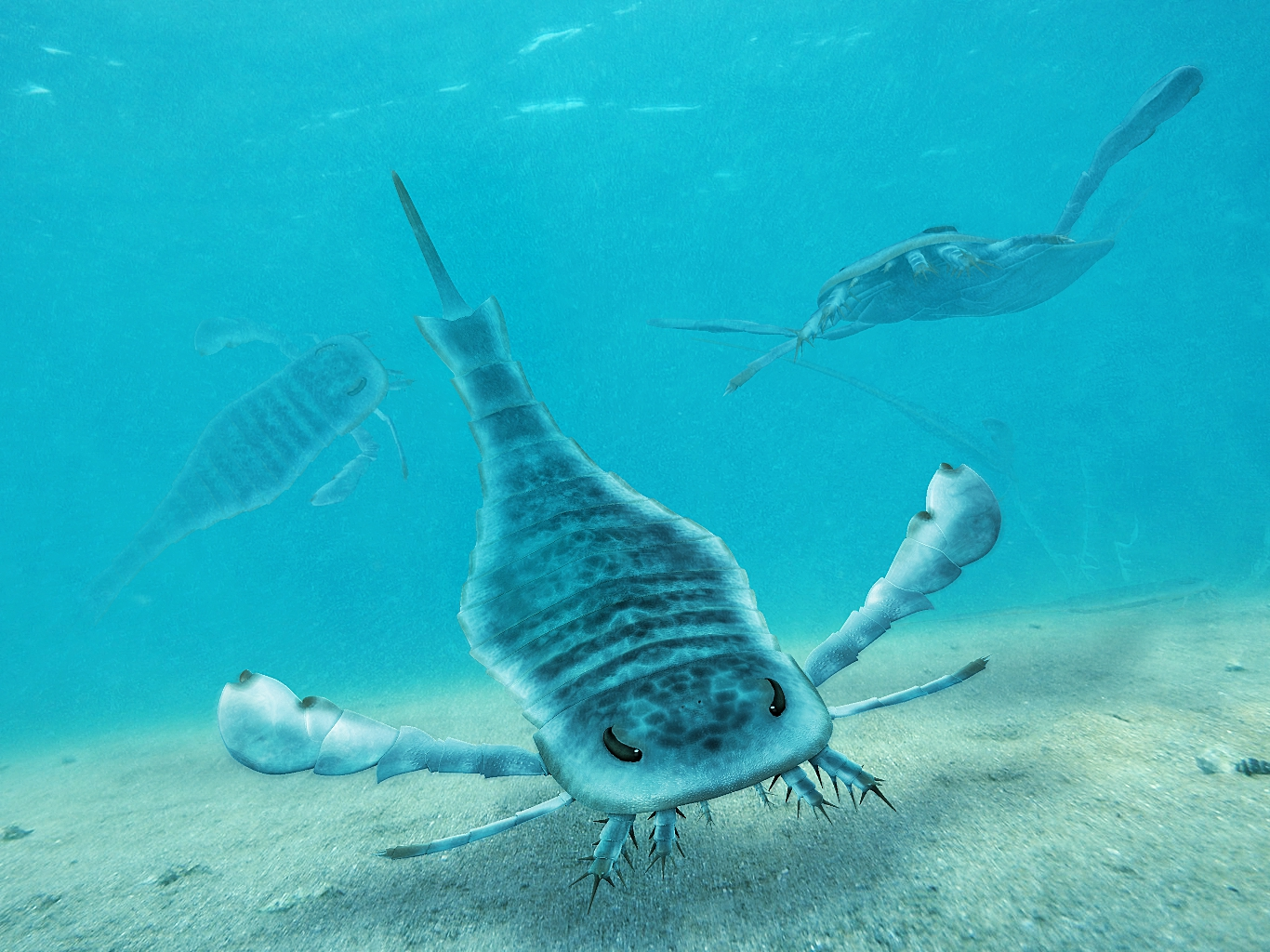
Reconstitution de la vie d’Eurypterus dans son environnement.

Les examens du système respiratoire d’Eurypterus ont conduit de nombreux paléontologues à conclure qu'il était capable de respirer de l'air et de marcher sur terre pendant une courte période. Eurypterus avait deux types de systèmes respiratoires.
Ses principaux organes respiratoires étaient les branchies situées à l'intérieur des segments du mésosome. Ces structures étaient soutenues par des « côtes » semi-circulaires et étaient probablement attachées près du centre du corps, à l’instar des branchies des limules modernes. Elles étaient protégées par des appendices en forme de plaques (qui formaient en fait le « ventre » visible d’Eurypterus) connus sous le nom de « Blatfüsse ». Ces branchies pourraient également avoir joué un rôle dans l'osmorégulation.
Le deuxième système est celui des Kiemenplatten, également appelés voies branchiales. Il s'agit de zones de forme ovale situées à l'intérieur de la paroi corporelle du préabdomen. Leurs surfaces sont couvertes de nombreuses petites épines disposées en « rosettes » hexagonales. Ces zones étaient vascularisées, d'où la conclusion qu'il s'agissait d'organes respiratoires secondaires.
La fonction des branchies feuilletées est généralement interprétée comme étant celle de la respiration aquatique, tandis que les Kiemenplatten sont des organes complémentaires destinés à la respiration temporaire sur terre. Toutefois, certains auteurs ont avancé que les deux systèmes n'auraient pas pu supporter, à eux seuls, un organisme de la taille d’Eurypterus. Selon cette hypothèse, les deux systèmes auraient en fait été destinées à la respiration aérienne et les véritables branchies d’Eurypterus (destinées la respiration sous-marine) n'ont pas encore été découvertes,. Quoi qu'il en soit, Eurypterus était sans aucun doute principalement aquatique.

### Ontogénèse
Les juvéniles d’Eurypterus différent des adultes de plusieurs manières. Leurs carapaces sont plus étroites et plus longues (paraboliques) que les carapaces trapézoïdales des adultes. Au cours de la croissance, les yeux initialement alignés presque latéralement se déplacent vers un emplacement plus antérieur. Le préabdomen s'allonge, augmentant la longueur totale de l'ophisthosoma. Les palettes natatoires deviennent plus étroites et le telson plus court et plus large (bien que chez E. tetragonophthalmus et E. henningsmoeni, les telsons évoluent d'anguleux chez les juvéniles à plus grands et plus arrondis chez les adultes). On pense que tous ces changements résultent des besoins respiratoires et reproductifs des adultes.

## Paléoécologie

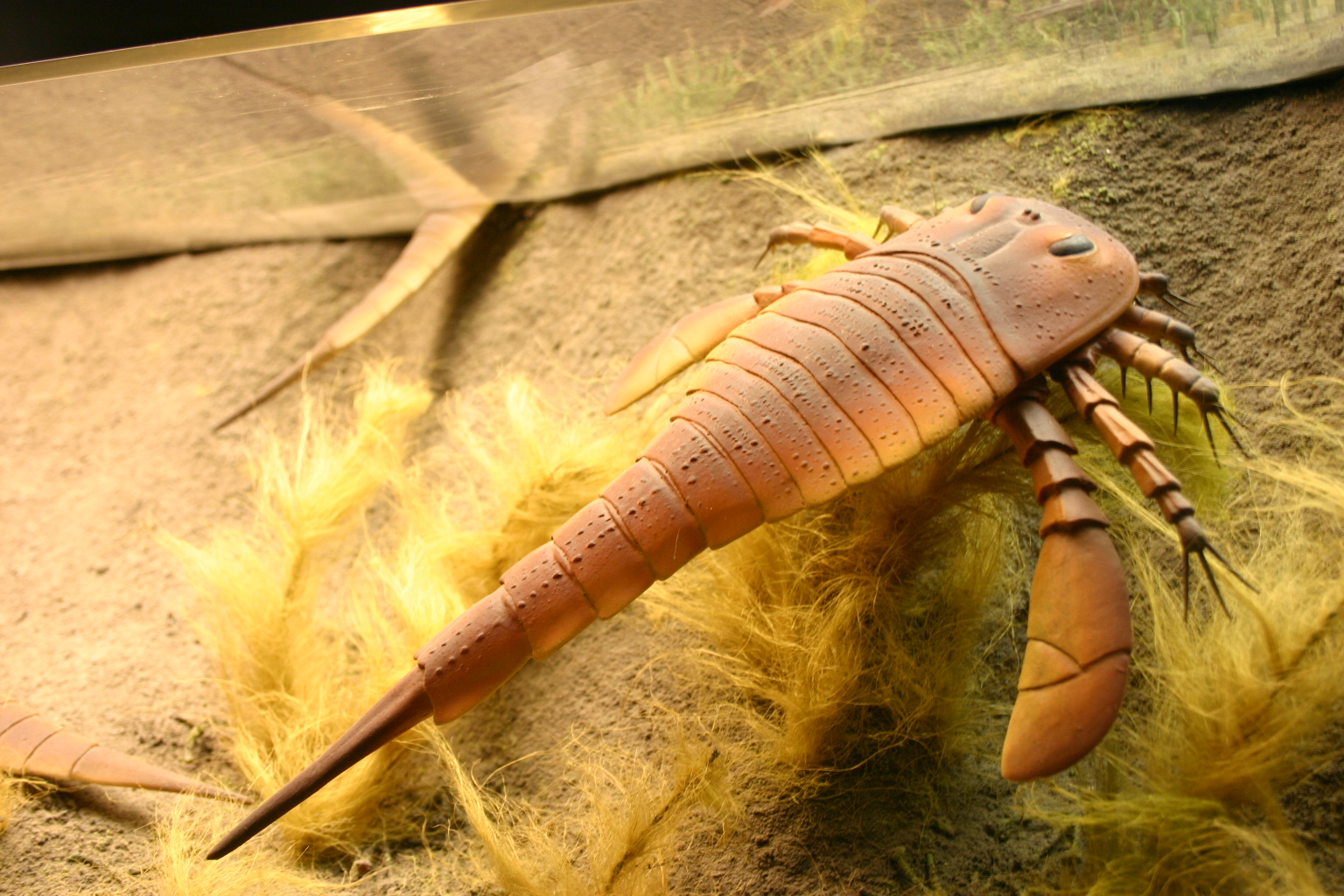
Modèle d’Euryperus dans la salle des fossiles du Musée national d'histoire naturelle du Smithsonian.

Le genre Eurypterus a existé durant une période relativement courte, mais il demeure aujourd'hui encore la source la plus abondante de fossiles d'Euryptérides. Eurypterus a prospéré de l'époque géologique du Llandovery supérieur (il y a environ 432 millions d'années) jusqu'à celle du Přídolí (il y a 418,1 millions d'années) au cours de la de la période du Silurien. Une durée de seulement environ 10 à 14 millions d’années,.
Au cours de cette période, les masses continentales sont principalement concentrées dans l'hémisphère sud de la Terre, le supercontinent Gondwana étant à cheval sur le pôle Sud. L'équateur compte alors trois continents (Avalonia, Baltica et Laurentia) qui dérivent et se rassemblent lentement pour former le deuxième supercontinent de Laurussia (également connu sous le nom d'Euramerica, à ne pas confondre avec Laurasia).
En se basant sur les premiers fossiles découverts, on pense que les ancêtres d’Eurypterus sont originaires de la Baltique (Laurussie orientale, Eurasie occidentale moderne). Au cours du Silurien, ils se sont propagés en Laurentie (Laurussie occidentale, Amérique du Nord moderne) lorsque les deux continents ont commencé à entrer en collision. Ils ont rapidement colonisé le continent comme des espèces envahissantes, devenant ainsi les Euryptérides dominants de la région. Cela explique pourquoi ils constituent aujourd’hui le genre fossile d’Euryptérides le plus commun. Toutefois Eurypterus (et d'autres membres des Eurypteroidea) n'ont pas pu traverser les vastes étendues océaniques séparant les deux supercontinents au cours du Silurien. Leur aire de répartition s'est donc limitée aux côtes et aux grandes mers intérieures peu profondes et hypersalines du Laurussia,.

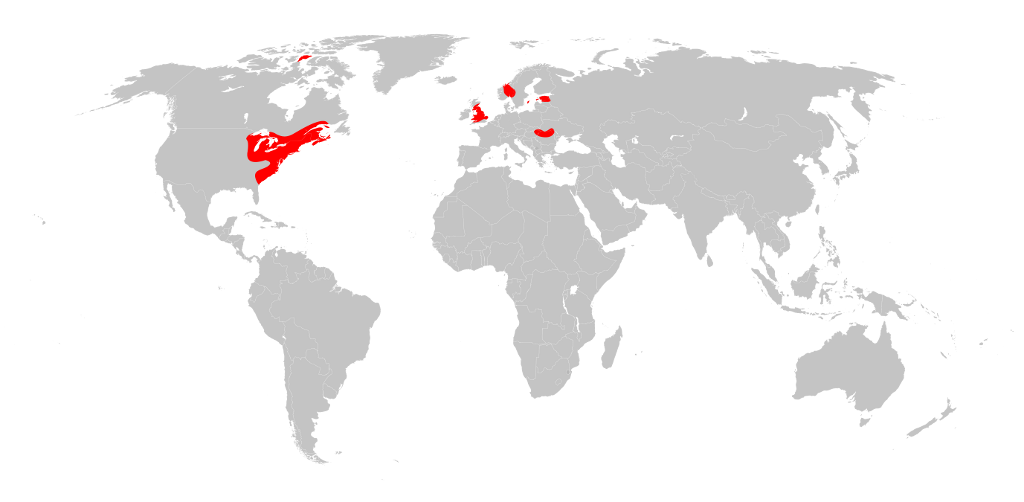
Zones où des fossiles d’Eurypterus ont été découverts.

Eurypterus n'est aujourd'hui connu qu'à partir de fossiles d'Amérique du Nord, d'Europe et d'Asie du Nord-Ouest, des cratons qui sont les anciens composants du Laurussia. Si trois espèces d’Eurypterus ont été prétendumment découvertes en Chine en 1957, les preuves de leur appartenance au genre (ou simplement à l'ordre des Euryptérides) sont inexistantes. On ne connaît aujourd'hui aucune autre trace d’Eurypterus sur les continents modernes du Gondwana.
Eurypterus est un fossile très commun dans ses régions d'occurrence : on peut ainsi trouver des millions de spécimens dans une zone donnée, même si l'accès aux formations rocheuses concernées peut être difficile. La plupart des fossiles d'Euryptérides sont constitués par l'exosquelette disjoint (appelé exuvie) d'individus après la mue (ou ecdysis). Certains fossiles sont complets mais sont très probablement aussi des exuvies. Les fossiles de véritables restes d'Euryptérides (c'est-à-dire leurs carcasses) sont relativement rares. Les Euryptérides fossiles sont souvent déposés en andains caractéristiques, probablement en raison de l'action des vagues et du vent.